# أولاد قدور الفثرة (بني مطهر)
أولاد قدور الفثرة هي إحدى مشيخات المملكة المغربية، تتبع جغرافيا لإقليم جرادة وإداريًا لبني مطهر. يقدر عدد سكانها بـ 3791 نسمة حسب الإحصاء الرسمي للسكان والسكنى لسنة 2004.